# Rasputin (film 2011)
Rasputin è un film del 2011 diretto da Louis Nero.
Thriller storico prodotto da L'Altrofilm, è il quinto film del regista Louis Nero.

## Trama
Nell'ultimo mese del regno dei Romanov, il 19 dicembre del 1916, alcuni personaggi dell'alta borghesia russa tramano l'uccisione di un uomo misterioso.

## Produzione
Il film è stato girato tra la provincia di Torino e San Pietroburgo. Palazzo Jusupov il luogo dove è stato ucciso Grigorij Rasputin è stato ricreato all'interno di una villa nella città di Cirié. La preparazione delle scenografie capitanata dallo scenografo Vincenzo Fiorito è durata più di sei mesi. Le riprese invece sono durate solamente 33 giorni.